# Grundrauschen
Das Grundrauschen, auch englisch noise floor, bezeichnet das Eigenrauschen eines einzelnen Gerätes, z. B. einer Verstärkerstufe oder eines Messgerätes, das betriebsbereit ist, aber kein Nutzsignal führt.
Das Grundrauschen hat Ähnlichkeit mit dem weißen Rauschen und wird entsprechend wahrgenommen. Es kann jederzeit wahrgenommen werden, z. B. wenn eine Stereoanlage eingeschaltet wird, ohne eine CD oder Kassette abzuspielen. Nicht immer wirkt es störend oder aufdringlich.

## Bedeutung
Das Grundrauschen stellt das untere Ende des technischen Übertragungsbereichs bzw. der Auflösung des Gerätes dar; hier ist das Signal-Rausch-Verhältnis (SNR) gleich 1. Bei Messgeräten  können Signale mit kleineren Pegeln als das Grundrauschen nicht mehr erfasst werden.
Ab Überschreiten des Grundrauschpegels (d. h. sobald das Nutzsignal lauter wird als das Grundgeräusch) beginnt die Systemdynamik, d. h. das Signal-Rausch-Verhältnis wird größer als 1.

## Einflussfaktoren

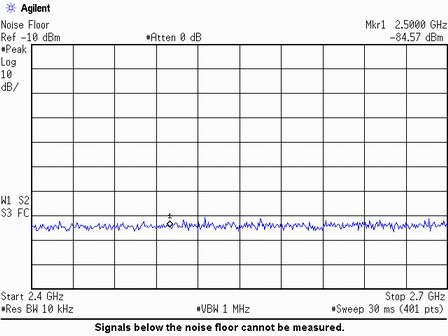
Grundrauschen eines Spektrumanalysators

Die Stärke des Grundrauschens wird durch mehrere Faktoren bedingt:
- die Art des Gerätes:
  - bei passiven Bauteilen wird das Rauschen durch die Brownsche Molekularbewegung der Teilchen (Elektronen, Protonen, Neutronen) verursacht, das Wärmerauschen; je höher die Temperatur in dem Gerät und um das Gerät herum, desto größer diese Eigenbewegung.
  - bei aktiven Bauteilen ist die Ursache in der Stromversorgung zu sehen: Je mehr Leistung ein Gerät erbringen muss, umso größer kann das Grundrauschen sein.
- die mechanische und elektrische Abschirmung
- die Bauweise des Gerätes: Je mehr Widerstände und Kondensatoren im Inneren verbaut sind, desto größer das Grundrauschen; wird z. B. der Gesamtwiderstand einer Schaltung halbiert, so wird das Grundrauschen um etwa 3 dB gesenkt.
Dies ist allerdings bereits bei der Konstruktion des Gerätes zu beachten, da eine nachträgliche Änderung nur schwer und mit erhöhtem Aufwand möglich ist.
- der Geräteverbund: Am Ende fast jeder Übertragungskette befindet sich ein Wiedergabegerät in Form eines Lautsprechers oder Kopfhörers, der von einem Verstärker angesteuert wird; je größer die Verstärkung, desto deutlicher wahrnehmbar das Grundrauschen.

## Möglichkeiten zu Verminderung
Um das Grundrauschen möglichst gering zu halten und seine Hörbarkeit über ein Wiedergabesystem zu mindern, gibt es mehrere Möglichkeiten:
- die Geräte nicht größerer Hitze aussetzen, vor allem im Sommer, oder die Kühlung der aktiven Bauelemente beeinflussen.
- die Verwendung von Expandern oder Gates, die das Grundrauschen mindern oder ausblenden, indem der Arbeitspunkt des Gerätes künstlich verändert wird.
- die Überdeckung des Grundrauschens mittels des Nutzsignals.